# Саркисов, Донат Семёнович
Донат Семёнович Саркисов (род. 5 сентября 1924, Москва, СССР — 16 ноября 2000, Россия) — российский и советский учёный патологоанатом, доктор медицинских наук, профессор, академик РАМН, главный учёный секретарь президиума РАМН, лауреат Государственной премии СССР, член КПСС и Российского Общество Психиатров, заместитель председателя Всесоюзного научного общества патологоанатомов.
Отец — С. А. Саркисов (1895—1971) — советский невроморфолог и нейрофизиолог, академик АМН СССР (1948).

## Биография
В 1941 году окончил среднюю школу в Москве, 10 класс заканчивал в Казани, далее был призван в армию и военкоматом направлен в Военно-Морскую медицинскую академию, которую закончил в 1947 году.
Сразу после окончания академии, устроился в Научно-исследовательский морской медицинский институт научным сотрудником. С 1949 года по 1957 год работал в Военно-Морской медицинской академии на кафедре патологической анатомии сначала в должности прозектора клинического госпиталя, далее младшим преподавателем и преподавателем кафедры. Более 40 лет, с 1958 года заведовал отделом патологической анатомии Института хирургии им. А. В. Вишневского РАМН.
Умер в Москве, похоронен на Ваганьковском кладбище.

## Научная деятельность
Д. С. Саркисов интересовался различными проблемами патологии. 
Учёный — автор 32 книг, 170 научных работ, 18 из них являются монографиями, ответственным редактором редакционного отдела «Патологическая анатомия» БМЭ. Входил в состав редколлегий журналов «Архив патологии», «Бюллетень экспериментальной биологии и медицины», «Клиническая медицина».
В 1955 году защитил докторскую диссертацию по теме патогенеза пневмоний. Посмертно ему был выдан диплом с приоритетом от 28 декабря 1991 года.

## Награды и звания
- Лауреат премии Н. И. Пирогова
- Лауреат Госпремии СССР и РФ
- Орден Трудового Красного Знамени
- Орден «За заслуги перед Отечеством IV степени»
- Орден «Знак Почёта»[3]
- Заслуженный деятель науки и техники Российской Федерации (28 июня 1994) — за заслуги в научной деятельности